# 应急管理部地震和地质灾害救援司
应急管理部地震和地质灾害救援司（简称应急部地震地灾救援司），承担国务院抗震救灾指挥部办公室（简称国务院抗震救灾办公室）日常工作，是中华人民共和国应急管理部内设机构。
应急管理部地震和地质灾害救援司负责组织协调地震应急救援工作，指导协调地质灾害防治相关工作，组织重大地质灾害应急救援。承担国务院抗震救灾指挥部办公室、国家地震灾害紧急救援队重大事项联席会议办公室日常工作。

## 沿革
2003年，根据中央机构编制委员会办公室《关于中国地震局内设机构调整的批复》，中国地震局决定组建中国地震局震灾应急救援司，简称地震局应急司，为副司局级。地震局应急司负责国务院抗震救灾指挥部办公室的日常事务，管理破坏性地震应急预案，汇集地震灾情速报，管理地震灾害调查与损失评估工作，管理地震灾害紧急救援工作。
2018年3月17日，第十三届全国人民代表大会第一次会议批准《国务院机构改革方案》。根据方案，组建应急管理部作为国务院组成部门，并将中国地震局的震灾应急救援职责划归该部，中国地震局从国务院直属事业单位转为由应急管理部管理的部属事业单位。
7月30日，中共中央办公厅、国务院办公厅印发《应急管理部职能配置、内设机构和人员编制规定》。应急管理部下设应急管理部地震和地质灾害救援司。

## 职责
根据有关规定，原中国地震局震灾应急救援司承担下列职能：
1. 指导全国地震应急救援工作；
2. 承担国务院抗震救灾指挥部办公室日常事务；
3. 管理国家地震应急预案；
4. 指导部门和地方地震应急预案建设；
5. 承办全国地震应急工作检查；
6. 负责地震应急基础数据和地震灾情速报；
7. 管理地震现场应急工作队，组织开展地震现场应急处置工作；
8. 负责地震灾害损失调查评估工作；
9. 指导应急避难场所建设及社区地震搜救志愿者工作；
10. 管理国家地震灾害紧急救援队，指导国家、地方地震灾害紧急救援队和救援训练基地建设；
11. 负责国内地震救援工作，承担境外地震救援任务的实施；
12. 承担联合国灾害协调和亚太人道主义合作伙伴任务的实施；
13. 承担地震应急救援相关科技项目的实施、技术研发及推广应用；
14. 承担国家地震灾害紧急救援队重大事项联席会议办公室日常工作。

## 机构设置
根据有关规定，应急管理部地震和地质灾害救援司设置下列机构：
- 综合处

……